# Andrea Fraschini
Andrea Fraschini (26 agosto 1951) è un ex sciatore alpino italiano.

## Biografia
Fraschini, specialista delle prove veloci, gareggiò in Coppa del Mondo senza ottenere piazzamenti di rilievo; ai Campionati italiani vinse la medaglia di bronzo nella combinata nel 1977. Non prese parte a rassegne olimpiche e non ottenne piazzamenti ai Campionati mondiali.

## Palmarès

### Campionati italiani
- 1 medaglia[3]:
  - 1 bronzo (combinata nel 1977)